# Mercedes-Benz LP 333
Der Mercedes-Benz LP 333 ist ein dreiachsiger 16-Tonnen-Lastkraftwagen aus der Reihe LP der Daimler-Benz AG. Der auch als „Tausendfüßler“ bezeichnete Frontlenker mit doppelter Vorderachse entstand als Notlösung aufgrund der Seebohm’schen Gesetze von 1956: Nur für dreiachsige LKW war ein Gesamtgewicht von 16 t zulässig. 1960 wurde das zulässige Gesamtgewicht auch für zweiachsige LKW wieder von 12 auf 16 t erhöht. Deshalb wurde der LP 333 nur von 1958 bis 1961 gebaut. Die Sattelzugmaschine heißt LPS 333. Es entstanden insgesamt 1833 Fahrzeuge, 354 davon im letzten Produktionsjahr.

## Modellvarianten
- LP 333: Basismodell, mit kurzem oder langem Fahrerhaus
- LPS 333: Zugmaschine, mit kurzem oder langem Fahrerhaus

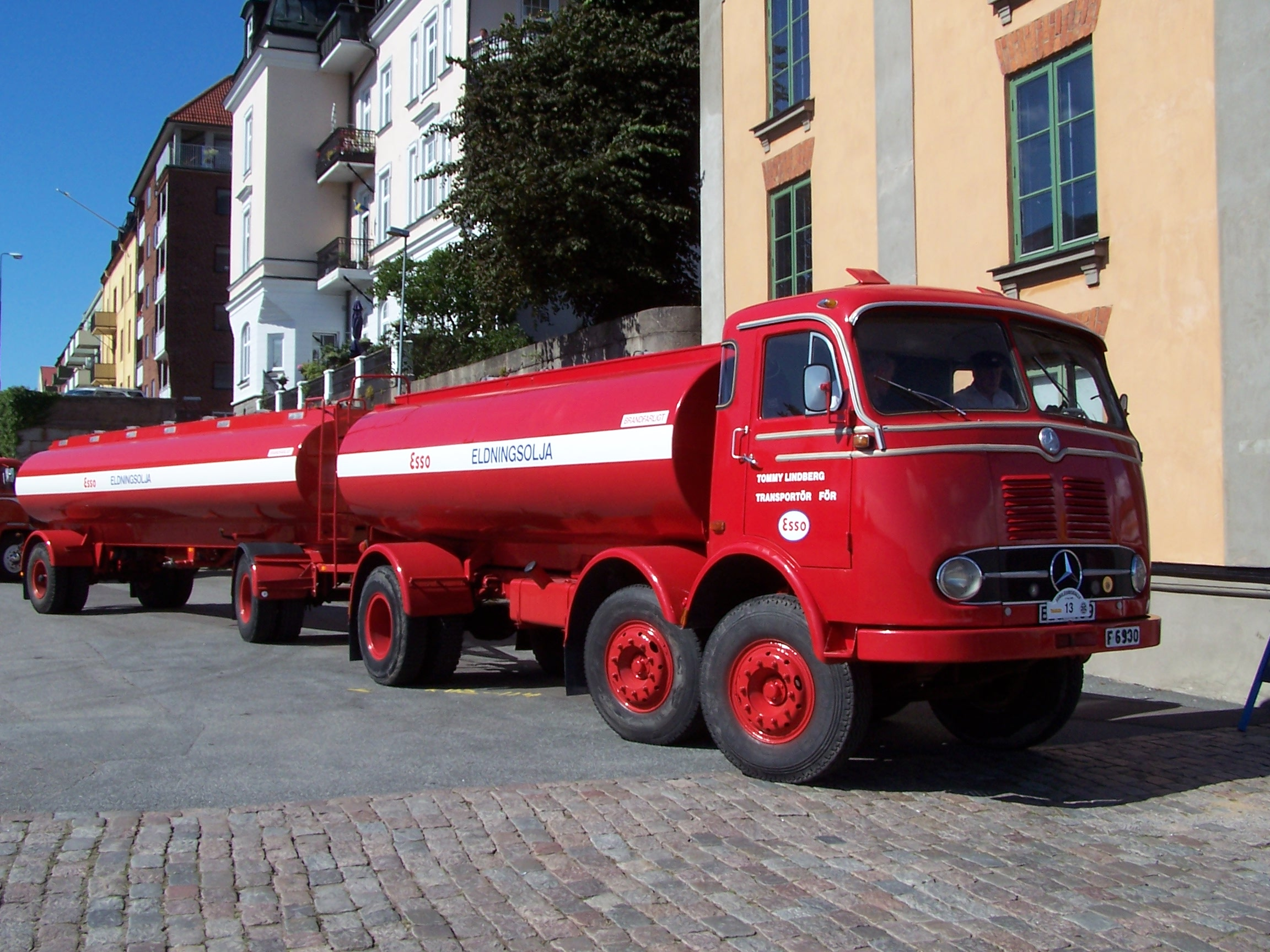
LP 333, kurzes Fahrerhaus
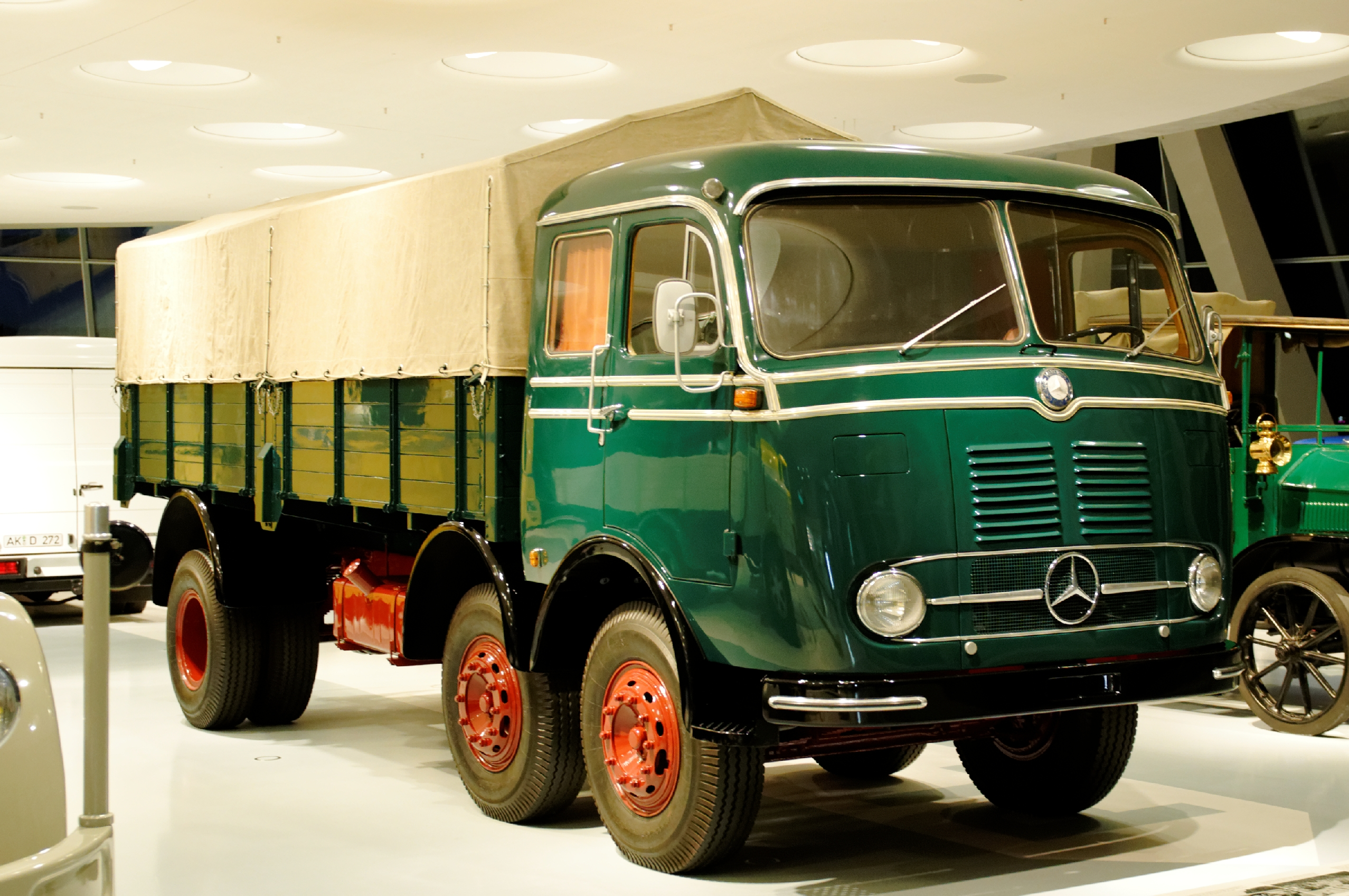
LP 333, langes Fahrerhaus
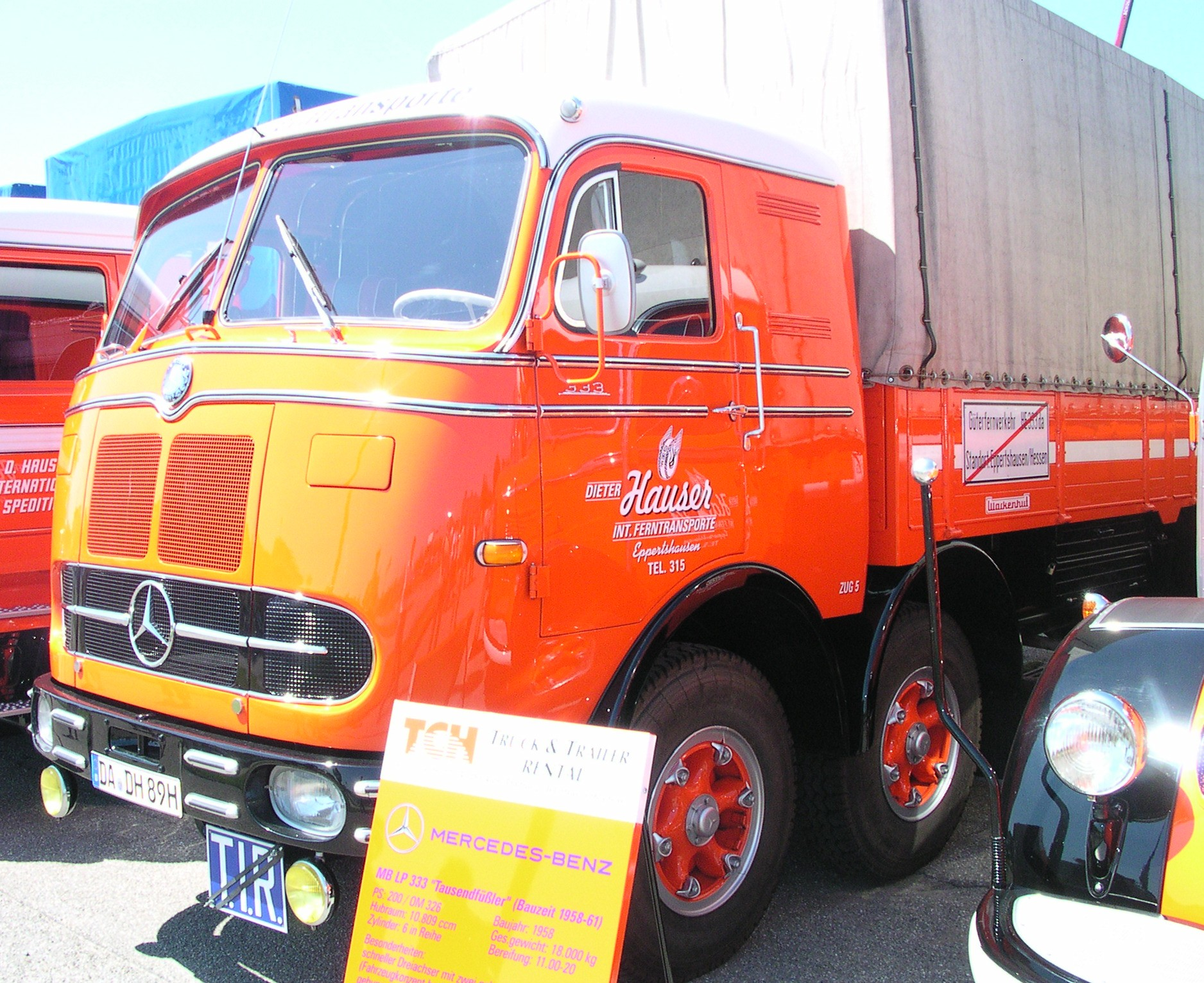
LP 333, langes Fahrerhaus, Wackenhut-Kabine Typ Hamburg

## Technik

### Fahrwerk und Kraftübertragung
Der LP 333 ist ein Frontlenker-Lkw mit Leiterrahmen, zwei Vorderachsen und einer Hinterachse. Alle Achsen sind Starrachsen und mit je zwei Längsblattfedern gefedert; die Hinterachse hat außerdem progressiv wirkende Zusatzfedern, die erste Vorderachse hydraulische Teleskopstoßdämpfer. Die Räder sind Stahlblechscheibenräder mit Schrägschulterfelgen der Größe 7,5-20. Beide Vorderachsen sind einfach bereift, die Hinterachse hat Zwillingsbereifung. Alle Reifen haben die Größe 10-20 eHD. Die Westinghouse-Bremsanlage von Mercedes-Benz arbeitet mit Druckluft und wirkt auf Bremstrommeln mit 440 mm ⌀ an allen Rädern. Beide Vorderachsen werden mit einer Gemmer-Lenkung gelenkt. Die Spurstangen sind nicht geteilt; den LP 333 gibt es nur als Linkslenker.
Die Kraft wird vom Dieselmotor über eine Einscheibentrockenkupplung des Typs Fichtel & Sachs G 70 KR auf ein liegend eingebautes, synchronisiertes Sechsgangschaltgetriebe des Typs ZF S 6-70 übertragen. Das Getriebe hat eine pneumatische Schalthilfe. Der sechste Gang ist als Schnellgang ausgelegt. Vom Getriebe wird die Kraft über eine Gelenkwelle auf ein Spiralkegelrad-Achsgetriebe an der Hinterachse übertragen. Mit Allradantrieb war der LP 333 nicht lieferbar.

### Motor
Der Motor des Typs Mercedes-Benz OM 326.I ist ein Sechszylinder-Reihen-Vorkammer-Dieselmotor mit Wasserkühlung und vier hängenden Ventilen. Er ist auf dem Rahmen pendelnd in vier Gummilagern aufgehängt. Das geteilte Kurbelgehäuse aus Grauguss ist mit dem Zylinderblock zusammengegossen. Bei einer Zylinderbohrung von 128 mm und einem Kolbenhub von 140 mm hat der Motor einen Gesamthubraum von 10.809 cm³. Die Kolben sind geschmiedete Leichtmetallkolben von Mahle mit vier Kompressionsringen und zwei Ölabstreifringen; ein Kompressionsring ist verchromt. Die Kraft wird über Pleuel mit Doppel-T-Querschnitt auf die geschmiedete Kurbelwelle übertragen, die siebenfach in Gleitlagern gelagert sowie gehärtet ist. Sie hat Gegengewichte und Schwingungsdämpfer.
Die Kurbelwelle treibt über schrägverzahnte Stirnräder die im Kurbelgehäuse liegende Nockenwelle an. Sie betätigt über Stößel, Stoßstangen und Kipphebel je Zylinder zwei Ein- und zwei Auslassventile, die senkrecht im Zylinderkopf hängen. Der Motor hat sechs einzelne Zylinderköpfe, die mit einer asbesthaltigen Zylinderkopfdichtung zum Motorblock hin abgedichtet sind.
Der Kraftstoff wird von einem zweistufigen Kraftstofffilter gereinigt, dessen erste Stufe ein Filzrohrfilter und die zweite ein Micronicfilter ist. Dann wird er von einer Einspritzpumpe des Typs Bosch PES 6 A 90 B 410 RS 283/7 durch eine Einspritzdüse des Typs Bosch DNO SD 211 in die Vorkammern eingespritzt. Die Einspritzpumpe wird von einem Fliehkraftregler gesteuert. Die angesaugte Luft wird von zwei Papierfiltern gereinigt und über ein gemeinsames Saugrohr aus Leichtmetall für alle sechs Zylinderköpfe den Brennräumen zugeführt. Der Motor hat eine Druckumlaufschmierung mit Temperaturregler; ein Filter im Hauptstrom und ein Feinfilter reinigen das Öl. Zur Kühlung dient eine Wasserkühlung mit Rippenrohrkühler, die von einem Steuerthermostat geregelt wird. Ein Ventilator bläst die Abwärme fort.

## Technische Daten (1960)
|                                              | LP 333 (Pritsche)                                                                                | LP 333 (Pritsche)                                                                                | LPS 333 (Zugmaschine)                                                                            | LPS 333 (Zugmaschine)                                                                            |
| Ausführung Führerhaus                        | kurz                                                                                             | lang                                                                                             | kurz                                                                                             | lang                                                                                             |
| Maße, Gewichte                               |                                                                                                  |                                                                                                  |                                                                                                  |                                                                                                  |
| Länge (mm)                                   | 8200                                                                                             | 7900                                                                                             | 5925                                                                                             | 5925                                                                                             |
| Breite (mm)                                  | 2500                                                                                             | 2500                                                                                             | 2400                                                                                             | 2400                                                                                             |
| Höhe (mm)                                    | 2750                                                                                             | 2760                                                                                             | 2760                                                                                             | 2780                                                                                             |
| Radstand (mm)                                | 1365 + 3835                                                                                      | 1365 + 3835                                                                                      | 1400 + 2100                                                                                      | 1400 + 2100                                                                                      |
| Leergewicht (kg)                             | 7.000                                                                                            | 7.100                                                                                            | 6.000 *                                                                                          | 6.150 *                                                                                          |
| Maximale Zuladung (kg)                       | 9.000                                                                                            | 8.900                                                                                            | 10.000                                                                                           | 9.850                                                                                            |
| Maximal zulässiges Gesamtgewicht (kg)        | 16.000                                                                                           | 16.000                                                                                           | 16.000                                                                                           | 16.000                                                                                           |
| Antriebsstrang                               |                                                                                                  |                                                                                                  |                                                                                                  |                                                                                                  |
| Kupplung                                     | Fichtel & Sachs G70 KR                                                                           | Fichtel & Sachs G70 KR                                                                           | Fichtel & Sachs G70 KR                                                                           | Fichtel & Sachs G70 KR                                                                           |
| Getriebe                                     | ZF S 6-70, 2.–6. Gang geräuscharm, synchronisiert                                                | ZF S 6-70, 2.–6. Gang geräuscharm, synchronisiert                                                | ZF S 6-70, 2.–6. Gang geräuscharm, synchronisiert                                                | ZF S 6-70, 2.–6. Gang geräuscharm, synchronisiert                                                |
| Getriebeübersetzungen                        | 1. Gang: 7,35 2. Gang: 4,3 3. Gang: 2,69 4. Gang: 1,65 5. Gang: 1,0 6. Gang: 0,678 R. Gang: 6,27 | 1. Gang: 7,35 2. Gang: 4,3 3. Gang: 2,69 4. Gang: 1,65 5. Gang: 1,0 6. Gang: 0,678 R. Gang: 6,27 | 1. Gang: 7,35 2. Gang: 4,3 3. Gang: 2,69 4. Gang: 1,65 5. Gang: 1,0 6. Gang: 0,678 R. Gang: 6,27 | 1. Gang: 7,35 2. Gang: 4,3 3. Gang: 2,69 4. Gang: 1,65 5. Gang: 1,0 6. Gang: 0,678 R. Gang: 6,27 |
| Übersetzung vom Getriebe auf die Hinterachse | 7,35 oder 8,38 oder 6,50                                                                         | 7,35 oder 8,38 oder 6,50                                                                         | 7,35 oder 8,38 oder 6,50                                                                         | 7,35 oder 8,38 oder 6,50                                                                         |
| Höchstgeschwindigkeit                        | 84 km/h mit Übersetzung 7,35                                                                     | 84 km/h mit Übersetzung 7,35                                                                     | 84 km/h mit Übersetzung 7,35                                                                     | 84 km/h mit Übersetzung 7,35                                                                     |
| Motor                                        |                                                                                                  |                                                                                                  |                                                                                                  |                                                                                                  |
| Typ                                          | Reihen-Sechszylinder-Viertakt-Vierventil-Vorkammer-Dieselmotor mit OHV-Ventilsteuerung           | Reihen-Sechszylinder-Viertakt-Vierventil-Vorkammer-Dieselmotor mit OHV-Ventilsteuerung           | Reihen-Sechszylinder-Viertakt-Vierventil-Vorkammer-Dieselmotor mit OHV-Ventilsteuerung           | Reihen-Sechszylinder-Viertakt-Vierventil-Vorkammer-Dieselmotor mit OHV-Ventilsteuerung           |
| Motorbezeichnung                             | Mercedes-Benz OM 326.I                                                                           | Mercedes-Benz OM 326.I                                                                           | Mercedes-Benz OM 326.I                                                                           | Mercedes-Benz OM 326.I                                                                           |
| Bohrung × Hub                                | 128 × 140 mm                                                                                     | 128 × 140 mm                                                                                     | 128 × 140 mm                                                                                     | 128 × 140 mm                                                                                     |
| Hubraum                                      | 10.809 cm³                                                                                       | 10.809 cm³                                                                                       | 10.809 cm³                                                                                       | 10.809 cm³                                                                                       |
| Nennleistung                                 | 147 kW (200 PS) bei 2200 min−1                                                                   | 147 kW (200 PS) bei 2200 min−1                                                                   | 147 kW (200 PS) bei 2200 min−1                                                                   | 147 kW (200 PS) bei 2200 min−1                                                                   |
| Maximales Drehmoment                         | 686 Nm (70 kpm) bei 1300 min−1                                                                   | 686 Nm (70 kpm) bei 1300 min−1                                                                   | 686 Nm (70 kpm) bei 1300 min−1                                                                   | 686 Nm (70 kpm) bei 1300 min−1                                                                   |
| Verdichtungsverhältnis                       | 20,5:1                                                                                           | 20,5:1                                                                                           | 20,5:1                                                                                           | 20,5:1                                                                                           |
| Zündfolge                                    | 1-5-3-6-2-4                                                                                      | 1-5-3-6-2-4                                                                                      | 1-5-3-6-2-4                                                                                      | 1-5-3-6-2-4                                                                                      |
| Motormasse                                   | 805 kg                                                                                           | 805 kg                                                                                           | 805 kg                                                                                           | 805 kg                                                                                           |
| Glühkerze                                    | Bosch KE/GA 1/20 oder Beru 340 G (26 W)                                                          | Bosch KE/GA 1/20 oder Beru 340 G (26 W)                                                          | Bosch KE/GA 1/20 oder Beru 340 G (26 W)                                                          | Bosch KE/GA 1/20 oder Beru 340 G (26 W)                                                          |
| Kraftstoffverbrauch nach DIN 70030           | 23,2 l/100 km bei 63 km/h und Übersetzung 7,35                                                   | 23,2 l/100 km bei 63 km/h und Übersetzung 7,35                                                   | abhängig vom Auflieger                                                                           | abhängig vom Auflieger                                                                           |

* Ohne Reserverad und Sattel